# Adam Ludwig
Adam Ludwig (ur. 1875 w Tarnopolu, zm. 31 lipca 1952 w Gdańsku) – polski śpiewak, reżyser i nauczyciel.

## Życiorys

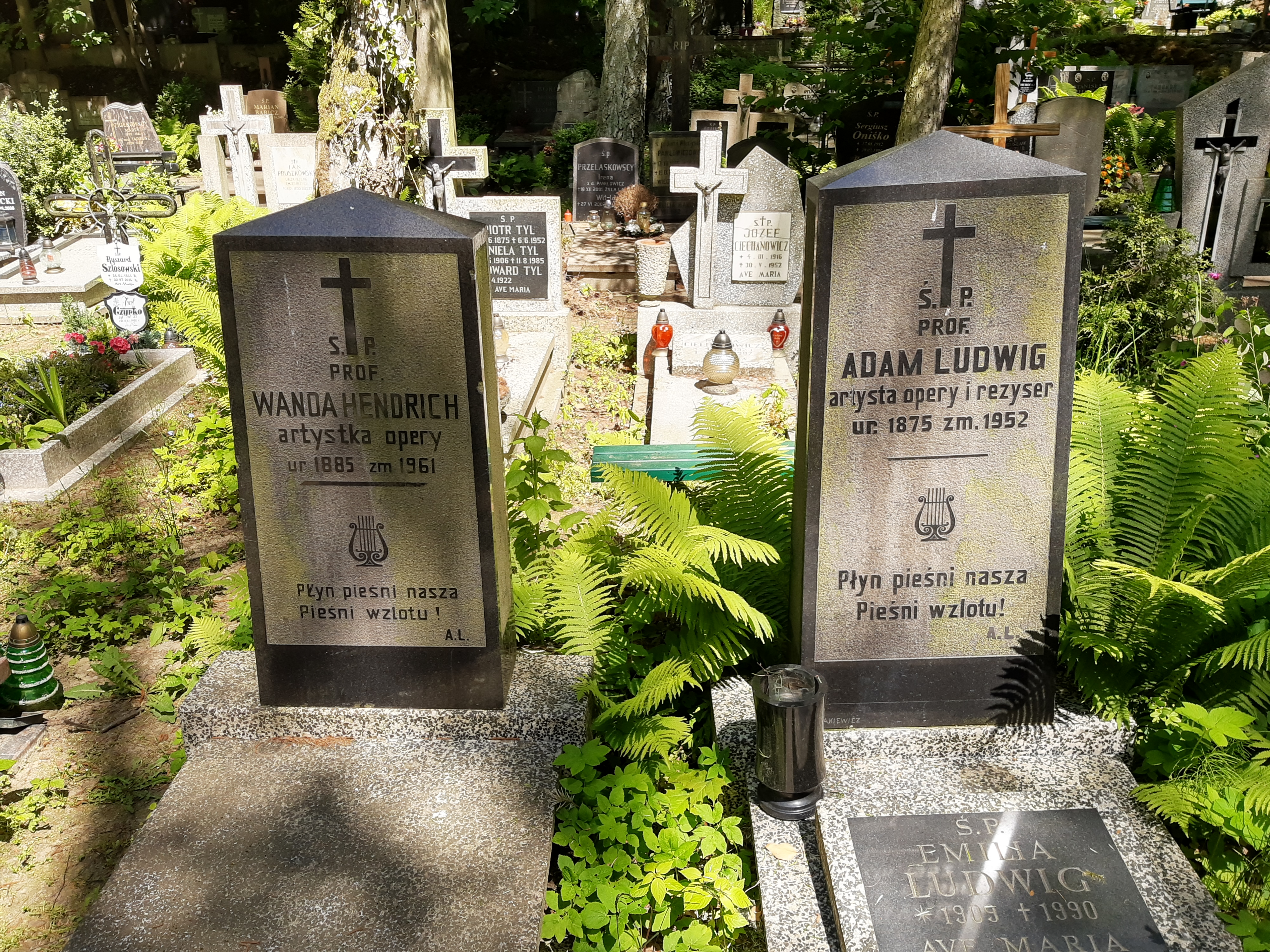
Nagrobek Adam Ludwiga i jego żony

Urodził się w 1875 roku w Tarnopolu. Ukończył studia na Wydziale Prawa Uniwersytetu we Lwowie. Już jako dziesięciolatek uczył się gry na skrzypcach, a w 1896 r. śpiewał po raz pierwszy na koncercie. Dwa lata później wyjechał do Drezna, uczyć się śpiewu w szkole A. i A. Souvestre'ów. W 1900 r. wystąpił w Warszawie, a 22 maja tego samego roku debiutował w lwowskim teatrze w partiach Tonia (Pajace) oraz Alfia (Rycerskość wieśniacza) i został zatrudniony w charakterze członka zespołu. Na skutek nieporozumień z dyrektorem, zwolnił się wiosną 1902 r. i wyjechał do Pragi, gdzie kontynuował naukę gry na skrzypcach oraz śpiewu pod kierunkiem J. Foerstera.
W 1903 brał udział w sezonie operowym w Krakowie. W tym czasie napisał również broszurę W obronie bytu polskiej opery, w której podkreślał brak stałych podstaw dla rozwoju opery w Polsce. Jednocześnie zrezygnował z kariery scenicznej i w tym samym roku objął dyrekcję powiatowej kasy chorych w Stanisławowie. Podczas pracy w tym mieście stworzył jeden z pierwszych w Polsce chórów robotniczych. Jako członek Polskiej Partii Socjalno-Demokratycznej organizował także strajki robotników budowlanych, stolarzy i garbarzy, co przypłacił ośmioma procesami politycznymi.
W 1906 roku wrócił do kariery scenicznej i do 1909 roku występował w Teatrze Miejskim we Lwowie, z którym uczestniczył również w wyjazdach do Krakowa. We Lwowie rozpoczął również pracę pedagogiczną w miejscowym liceum muzycznym. W sezonie 1909/1910 był solistą i reżyserem w Teatrze Polskim w Poznaniu, gdzie wystawił po raz pierwszy w tym mieście Straszny dwór. W 1913 r. śpiewał podczas występów opery lwowskiej w Krakowie i jednocześnie objął klasę wokalną w krakowskim konserwatorium. Był jednym ze współtwórców Krakowskiego Towarzystwa Operowego (KTO) i reżyserował kilka przedstawień organizowanych przez KTO, m.in. Halkę oraz Verbum nobile, a także występował jako śpiewak. Podczas I wojny światowej występował pięciokrotnie w Mozarteum w Salzburgu. W 1918 r. stworzył w Krakowie chór Lutnia Robotnicza i był jego dyrygentem, a dwóch kolejnych latach reżyserował opery w Teatrze Powszechnym w Krakowie i często śpiewał na wyjazdowych koncertach, m.in. w Białej, Cieszynie i Gdańsku.
W 1920 roku wystąpił w partii Janusza (Halka) w Teatrze Wielkim w Poznaniu i został tam następnie zatrudniony. W 1922 r. przeniósł się do Wilna, gdzie w towarzystwie Lutnia był reżyserem oper, m.in. Cyrulika sewilskiego, Nizin, Sprzedanej narzeczonej, Walkirii, Lakme, Holendra tułacza, Trubadura, a także śpiewakiem m.in. jako  Stanisław (Verbum nobile), Maciej (Straszny dwór), Walenty (Faust), Amonatro (Aida), Figaro (Cyrulik sewilski), Escamillo (Carmen), Marceli (Cyganeria). Ponadto działał też jako pedagog, organizator życia muzycznego i krytyk. Współpracował z Redutą, której organizował zespół operowy, a później z Teatrami Miejskimi w Wilnie, gdzie występował również dorywczo jako aktor. Podczas okupacji zorganizował w Wilnie konspiracyjne przedstawienie Halki. W 1945 r. osiedlił się w Gdańsku i uczył w Państwowej Średniej Szkole Muzycznej.
Do jego uczniów należeli m.in. Wanda Hendrich, Jadwiga Lachowska, Franciszka Platówna-Rotter, Maria Fołtyn.
Mąż Stanisławy Dobrzańskiej, córki Stanisława Dobrzańskiego, a potem Wandy Hendrich. Ojciec Barbary Ludwiżanki.